# وردة إسكتلندا
وردة إسكتلندا (بالإنجليزية: Flower of Scotland)‏ هي أنشودة وطنية إسكتلندية وتعامل كنشيد وطني لإسكتلندا بالرغم من أن إسكتلندا لا تمتلك نشيد وطني رسمي لها. كُتبت في عام 1967 من قبل الموسيقي الشعبي روي ويليامسون ونشرت في نفس العام. تركز كلماتها بشكل رئيسي على حروب الإستقلال الإسكتلندية.